# Hypericum nakamurai
Hypericum nakamurai är en johannesörtsväxtart som först beskrevs av Genkei Masamune, och fick sitt nu gällande namn av N. Robson. Hypericum nakamurai ingår i släktet johannesörter, och familjen johannesörtsväxter. Inga underarter finns listade i Catalogue of Life.